# Giuseppina del Belgio
Giuseppina del Belgio (nome completo  Joséphine Caroline Marie Albertine de Belgique) (Bruxelles, 18 ottobre 1872 – Namur, 6 gennaio 1958), membro della casa dei Sassonia-Coburgo-Gotha, è stata principessa del Belgio e, per matrimonio, di Hohenzollern-Sigmaringen.

## Biografia

### Infanzia

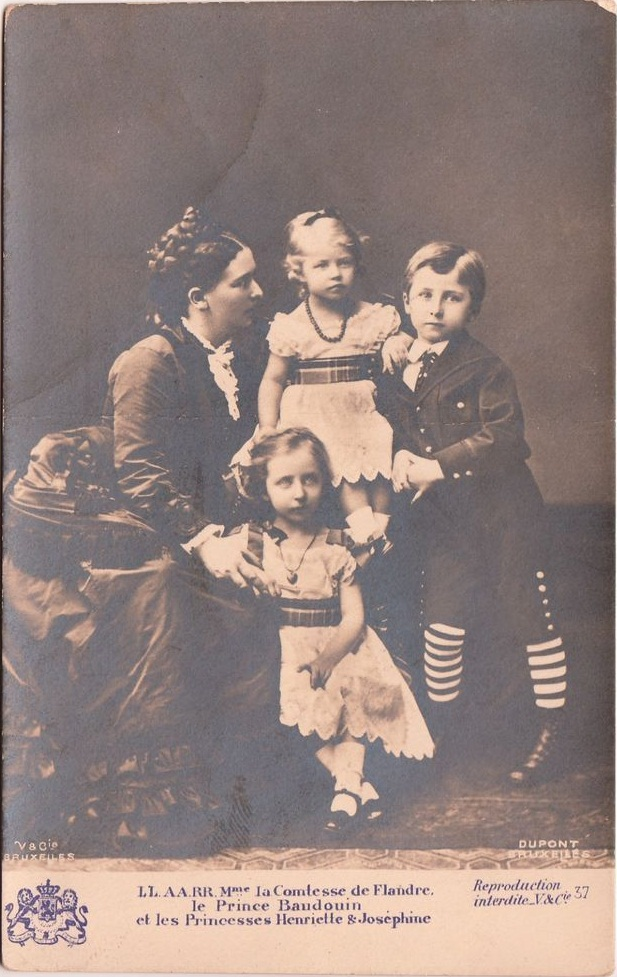
Maria di Hohenzollern-Sigmaringen con Giuseppina e i fratelli

Giuseppina era figlia di Filippo del Belgio, conte di Fiandra e della principessa Maria di Hohenzollern-Sigmaringen.
I suoi nonni paterni erano il re Leopoldo I del Belgio e la regina Luisa d'Orleans, mentre quelli materni erano il principe Carlo Antonio di Hohenzollern-Sigmaringen e la principessa Giuseppina di Baden.
Era la sorella maggiore del re dei belgi Alberto I.

### Matrimonio
Sposò, il 28 maggio 1894 a Bruxelles, il principe Carlo Antonio di Hohenzollern-Sigmaringen, figlio del principe Leopoldo di Hohenzollern-Sigmaringen, fratello di sua madre Maria, e dell'Infanta del Portogallo Antonia di Braganza.
Fu un matrimonio felice. Insieme al marito acquistò il castello Namedy, che durante la prima guerra mondiale, fu utilizzato come ospedale.

### Morte

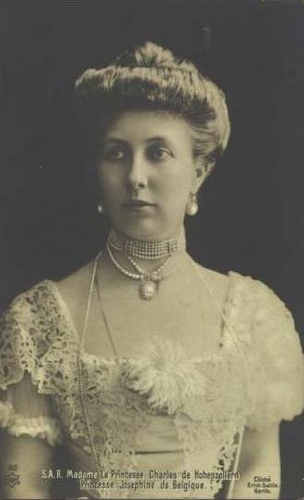
Giuseppina del Belgio, principessa di Hohenzollern-Sigmaringen fotografata nel Novecento.

Il 6 agosto 1935, 16 anni dopo la morte del marito, la principessa Giuseppina entrò in un monastero benedettino, nella città di Namur, dove morì il 6 gennaio 1958, all'età di 85 anni. 
Inizialmente fu sepolta a Couvent des Soeurs de Notre-Dame, oggi, invece, riposa nella Cripta Reale del Belgio nella Chiesa di Nostra Signora di Laeken.

## Discendenza
Dal matrimonio tra Giuseppina e Carlo Antonio di Hohenzollern-Sigmaringen nacquero quattro figli:
- Stefania Giuseppina Carola Filippa Maria Leopoldina, principessa di Hohenzollern-Sigmaringen (8 aprile 1895-7 agosto 1975), sposò Ernst Joseph Fugger di Glött;
- Maria Antonietta Guglielmina Augusta Vittoria, principessa di Hohenzollern-Sigmaringen (23 ottobre 1896-4 luglio 1965), sposò il barone Egon von und zu Eyrl Waldgries und Liebenaich;
- Alberto Ludovico Leopoldo Tassilo, principe di Hohenzollern-Sigmaringen (28 settembre 1898-30 luglio 1977), sposò Isle Margot Klara Willy von Friedeburg;
- Enrichetta Leopoldina Guglielmina, principessa di Hohenzollern-Sigmaringen (29 settembre 1907-3 ottobre 1907).

## Ascendenza
|                                           |                                   |                                           | Genitori                               |  |  | Nonni |  |  | Bisnonni                                        |  |  | Trisnonni                                     |  |
|                                           |                                   |                                           |                                        |  |  |       |  |  | Francesco Federico di Sassonia-Coburgo-Saalfeld |  |  | Ernesto Federico di Sassonia-Coburgo-Saalfeld |  |
|                                           |                                   |                                           |                                        |  |  |       |  |  | Francesco Federico di Sassonia-Coburgo-Saalfeld |  |  | Ernesto Federico di Sassonia-Coburgo-Saalfeld |  |
|                                           |                                   | Sofia Antonio di Brunswick-Wolfenbüttel   |                                        |  |  |       |  |  | Francesco Federico di Sassonia-Coburgo-Saalfeld |  |  |                                               |  |
| Leopoldo I del Belgio                     |                                   |                                           |                                        |  |  |       |  |  | Francesco Federico di Sassonia-Coburgo-Saalfeld |  |  |                                               |  |
|                                           |                                   | Augusta di Reuss-Ebersdorf                | Ernesto XXIV di Reuss-Ebersdorf        |  |  |       |  |  |                                                 |  |  |                                               |  |
|                                           |                                   | Augusta di Reuss-Ebersdorf                | Ernesto XXIV di Reuss-Ebersdorf        |  |  |       |  |  |                                                 |  |  |                                               |  |
|                                           |                                   | Augusta di Reuss-Ebersdorf                | Carolina Ernestina di Erbach-Schönberg |  |  |       |  |  |                                                 |  |  |                                               |  |
| Filippo del Belgio                        |                                   | Augusta di Reuss-Ebersdorf                |                                        |  |  |       |  |  |                                                 |  |  |                                               |  |
|                                           |                                   | Luigi Filippo di Francia                  | Luigi Filippo II di Borbone-Orléans    |  |  |       |  |  |                                                 |  |  |                                               |  |
|                                           |                                   | Luigi Filippo di Francia                  | Luigi Filippo II di Borbone-Orléans    |  |  |       |  |  |                                                 |  |  |                                               |  |
|                                           |                                   | Luigi Filippo di Francia                  | Luisa Maria Adelaide di Borbone        |  |  |       |  |  |                                                 |  |  |                                               |  |
| Luisa d'Orléans                           |                                   | Luigi Filippo di Francia                  |                                        |  |  |       |  |  |                                                 |  |  |                                               |  |
|                                           |                                   | Maria Amalia di Borbone-Due Sicilie       | Ferdinando I delle Due Sicilie         |  |  |       |  |  |                                                 |  |  |                                               |  |
|                                           |                                   | Maria Amalia di Borbone-Due Sicilie       | Ferdinando I delle Due Sicilie         |  |  |       |  |  |                                                 |  |  |                                               |  |
|                                           |                                   | Maria Amalia di Borbone-Due Sicilie       | Maria Carolina d'Asburgo-Lorena        |  |  |       |  |  |                                                 |  |  |                                               |  |
| Giuseppina del Belgio                     |                                   | Maria Amalia di Borbone-Due Sicilie       |                                        |  |  |       |  |  |                                                 |  |  |                                               |  |
|                                           | Carlo di Hohenzollern-Sigmaringen | Antonio Luigi di Hohenzollern-Sigmaringen |                                        |  |  |       |  |  |                                                 |  |  |                                               |  |
|                                           | Carlo di Hohenzollern-Sigmaringen | Antonio Luigi di Hohenzollern-Sigmaringen |                                        |  |  |       |  |  |                                                 |  |  |                                               |  |
|                                           | Carlo di Hohenzollern-Sigmaringen | Amalia Zefirina di Salm-Kyrburg           |                                        |  |  |       |  |  |                                                 |  |  |                                               |  |
| Carlo Antonio di Hohenzollern-Sigmaringen | Carlo di Hohenzollern-Sigmaringen |                                           |                                        |  |  |       |  |  |                                                 |  |  |                                               |  |
|                                           |                                   | Maria Antonietta Murat                    | Pierre Murat                           |  |  |       |  |  |                                                 |  |  |                                               |  |
|                                           |                                   | Maria Antonietta Murat                    | Pierre Murat                           |  |  |       |  |  |                                                 |  |  |                                               |  |
|                                           |                                   | Maria Antonietta Murat                    | Louise d'Astorg                        |  |  |       |  |  |                                                 |  |  |                                               |  |
| Maria di Hohenzollern-Sigmaringen         |                                   | Maria Antonietta Murat                    |                                        |  |  |       |  |  |                                                 |  |  |                                               |  |
|                                           |                                   | Carlo II di Baden                         | Carlo Luigi di Baden                   |  |  |       |  |  |                                                 |  |  |                                               |  |
|                                           |                                   | Carlo II di Baden                         | Carlo Luigi di Baden                   |  |  |       |  |  |                                                 |  |  |                                               |  |
|                                           |                                   | Carlo II di Baden                         | Amalia d'Assia-Darmstadt               |  |  |       |  |  |                                                 |  |  |                                               |  |
| Giuseppina di Baden                       |                                   | Carlo II di Baden                         |                                        |  |  |       |  |  |                                                 |  |  |                                               |  |
|                                           |                                   | Stefania di Beauharnais                   | Claude de Beauharnais                  |  |  |       |  |  |                                                 |  |  |                                               |  |
|                                           |                                   | Stefania di Beauharnais                   | Claude de Beauharnais                  |  |  |       |  |  |                                                 |  |  |                                               |  |
|                                           |                                   | Stefania di Beauharnais                   | Claudine de Lézay-Marnésia             |  |  |       |  |  |                                                 |  |  |                                               |  |
|                                           |                                   | Stefania di Beauharnais                   |                                        |  |  |       |  |  |                                                 |  |  |                                               |  |